# Vigor de Bayeux
Pour les articles homonymes, voir Vigor (homonymie), Saint-Vigor et Église Saint-Vigor.
Saint Vigor (en latin : Vigorus) ou Vigile a été un des évêques de Bayeux de 511 à sa mort vers 538.
Originaire d'Artois, il connut saint Vaast, évêque d'Arras dont le rayonnement fut à la base de la conversion de Clovis. Il transmit ce dynamisme et cette force évangélique dans son diocèse.

## Le dragon de saint Vigor
Un dragon semait la terreur sur les terres d'un seigneur du nom de Volusien. Saint Vigor a amadoué ce dragon et l'a emprisonné en attachant à son cou une étole de laine. Ce morceau de tissu est important car il symbolise la domination sur un mal que les païens n'ont pas pu détruire. Cela prouve la supériorité du catholicisme sur le paganisme et convainc donc les païens de se convertir. En récompense de ces hauts faits, Volusien offre à saint Vigor un gant représentant la terre de Cerisy-la-Forêt. Celui-ci va y faire bâtir une abbaye.

## Les reliques de saint Vigor
Saint Vigor fut enterré, non dans la cathédrale de Bayeux, mais dans l'église de la communauté qu'il avait fondée au Mont Chrismat. En 981, Avicien de Bayeux, fuyant l'arrivée des Vikings, emporta les ossements de saint Vigor jusqu'à l'abbaye de Saint-Riquier en Picardie. Plus tard, l'abbaye partagea les reliques. Un bras est à l'abbaye de Cerisy, une omoplate au prieuré de saint Vigor, une côte à Conlie, un tibia à Bayeux, d'autres reliques furent données par Louis VI à l'église Saint-Vigor de Marly-le-Roi.

## Fête
Vigor de Bayeux est fêté le 1er novembre.